# Kpah Sherman
Kpah Sean Sherman (ur. 3 lutego 1992 w Monrovii) – liberyjski piłkarz grający na pozycji napastnika w malezyjskim klubie Kedah FA oraz reprezentacji Liberii. Wychowanek Aries FC, w swojej karierze grał w takich klubach jak: Mighty Barolle, Çetinkaya, Young Africans, Mpumalanga Black Aces FC czy Santos FC.